# August Boltz

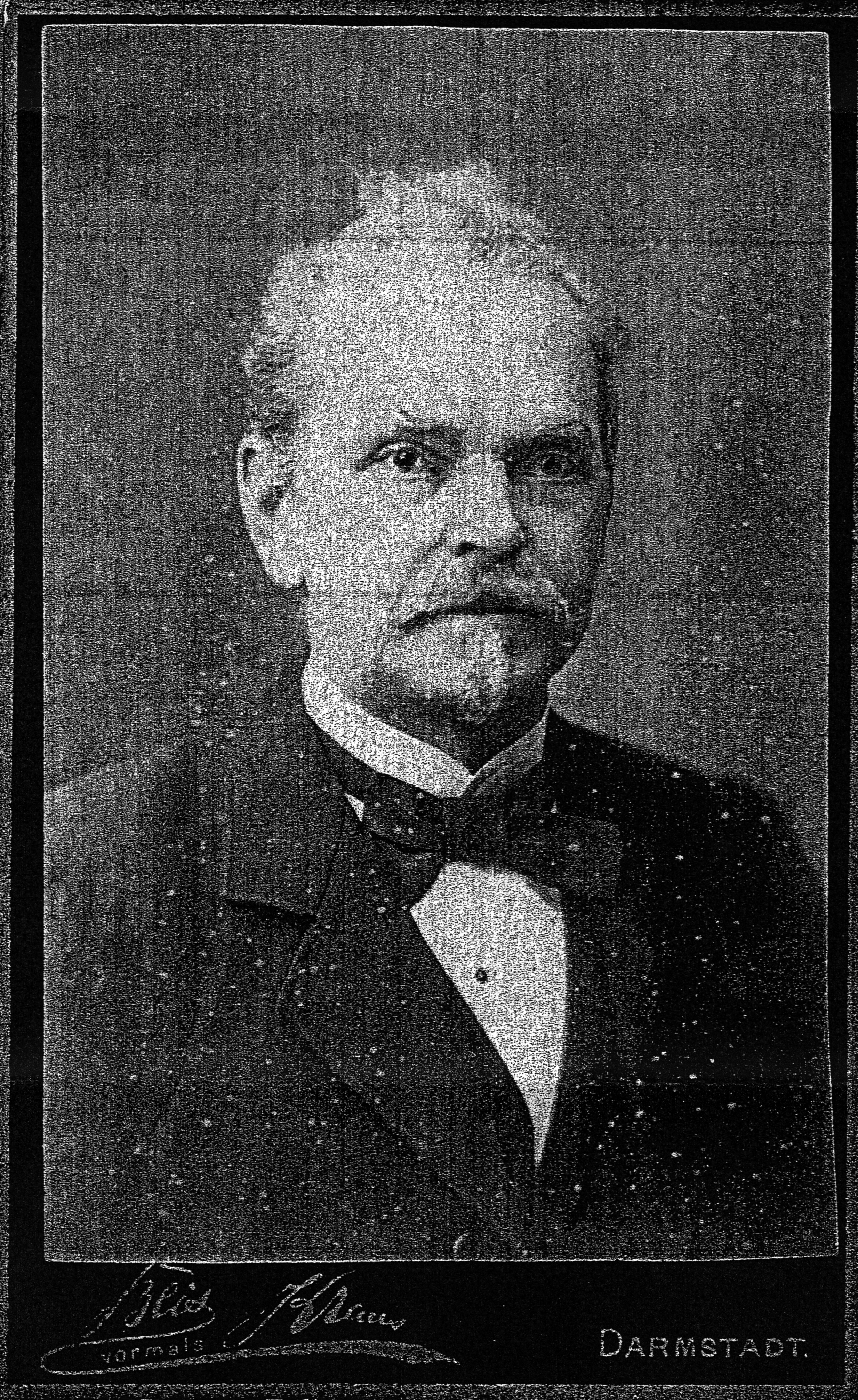
August Boltz (1819–1907)

August Constantin Boltz (* 26. September 1819 in Breslau; † 1. Mai 1907 in Darmstadt) war ein deutscher Sprachkenner, Sprachpädagoge und Übersetzer.

## Leben
Boltz besuchte das Gymnasium in Breslau und widmete sich dem Kaufmannsstand. Nebenbei betrieb er Sprachstudien und wurde 1839 Unterlehrer an der Handelsakademie in Hamburg, später Hauslehrer in einer aristokratischen Familie Sankt Petersburgs, in welcher Stellung er fast ganz Europa bereiste. 1842 trat er als Lehrer an der Generalstabsakademie in St. Petersburg in den russischen Staatsdienst. 1845 wurde er an der Universität Jena promoviert. Nach seiner Rückkehr in die Heimat erhielt er 1852 eine Anstellung als Russischlehrer an der Kriegsakademie in Berlin, wurde 1862 zum Professor ernannt, legte aber nach zwei Jahren aus Gesundheitsrücksichten sein Amt nieder. Daneben war er 1858 bis 1864 auch Englisch- und Spanischlehrer an der Seekadettenschule. 1864 bis 1868 lebte er in Frankfurt am Main, 1868 bis 1875 in Wiesbaden, 1878/79 in Bonn, 1885 bis 1887 in Freiburg im Breisgau und seit 1888 in Darmstadt. August Boltz verstarb in Jugenheim bei Darmstadt (heute Gemeinde Seeheim-Jugenheim). Er befand sich vielleicht auf einer Reise dorthin. Nur zwei Monate nach ihm verstarb seine Frau Clara, geb. Schulte (* 1824) in Darmstadt. Beide wurden nicht in Darmstadt begraben.

## Werke
Boltz hat sich besonders bekannt gemacht durch seinen Neuen Lehrgang der russischen Sprache nach der Robertsonschen Methode, welchem sich nach derselben Methode Grammatiken der englischen, französischen, italienischen und spanischen Sprache anschlossen, die er später, noch vermehrt um ein Lehrbuch des Deutschen und Neugriechischen, auch in russischer Sprache bearbeitete.
Außerdem veröffentlichte er:
- Deutsches Lesebuch zum besonderen Gebrauch für die russische Jugend. Hasper, Dortmund 1850
- Über Russische Literatur. Ein Vortrag gehalten im wissenschaftlichen Verein. Mai, Berlin 1851
- Neuer Lehrgang der Russischen Sprache. Berlin 1852; 5. Auflage, R. Gaertner, Berlin 1884
- mit Hermann Franz: Handbuch der englischen Literatur. Reimer, Berlin 1852, 2 Bände
- Über das altrussische Heldenlied im Vergleiche mit der Arthur-Sage. Mai, Berlin 1854
- mit Dr. Fischer: Neuer Sprachenführer. Leitfaden der russischen und deutschen Conversations-Sprache. Berlin 1854; Neuauflage, Behr, Berlin 1882
- Neuer Lehrgang der italienischen Sprache. 2. Auflage, Nelte, Berlin 1855
- Neuer Lehrgang der englischen Sprache. C. Schultze, Berlin 1857; 8. Auflage, R. Gaertner, Berlin 1893
- Neuer Lehrgang der französischen Sprache. Berlin 1858; 2. Auflage, Berlin 1866, 2 Bände
- Beiträge zur Völkerkunde aus Wort und Lied. Kern, Oppenheim am Rhein 1868
- Die Sprache und ihr Leben. Andre, Offenbach a. M. 1868
- Vorschule des Sanskrit in lateinischer Umschrift. Oppenheim am Rhein 1868
- Die hellenische oder neugriechische Sprache. Darmstadt 1881
- Das Fremdwort in seiner kulturhistorischen Entstehung und Bedeutung. Gaertner, Berlin 1870
- Das Mystische in der Kunst. 1878
- Die hellenische Sprache der Gegenwart. 2. Ausgabe, Brill, Darmstadt 1882
- Die hellenischen Taufnamen der Gegenwart. Heitz, Leipzig [1883]
- Die Kyklopen, ein historisches Volk. Sprachlich nachgewiesen. Berlin 1885
- Hellenisch. Die allgemeine Gelehrtensprache der Zukunft. Friedrich, Leipzig [1888]
- Vasantasena und die Hetären im indischen Drama. Brill, Darmstadt 1894
- Der Apollomythus. Zwei mythologisch-linguistische Studien. Brill, Darmstadt 1894
- Linguistische Beiträge zur Frage nach der Urheimat der Arioeuropäer. Brill, Darmstadt 1895

Übersetzungen
- Michail Jurjewitsch Lermontow: Der Held unserer Zeit. Kaukasische Lebensbilder. Berlin 1852
- Igor. Ein altrussisches Heldengedicht. Schultze, Berlin 1854; auch unter dem Titel Das Lied vom Heereszuge Igors gegen die Polowzer
- Iwan Sergejewitsch Turgenew: Aus dem Tagebuche eines Jägers. Schindler, Berlin 1855
- Gedichte und Uebersetzungen. Nebst beigefügten Originaltexten. Sauvage, Berlin 1860
- Ausgewählte Fabeln des Hitopadeśa. André, Offenbach a. M. 1868
- Lieder des hellenischen Mirza-Schaffy Athanasios Christopulos. Friedrich, Leipzig 1880
- Spyridon Lambros: Die Bibliotheken der Klöster des Athos. Nolte, Bonn 1881
- Georgios Drosinis: Land und Leute in Nord-Euböa. Ländliche Briefe. Friedrich, Leipzig 1884
- Hellenische Erzählungen. Hendel, Halle a.d.S. 1887. (Digitalisat)